# Enkianthus pauciflorus
Enkianthus pauciflorus är en ljungväxtart som beskrevs av Ernest Henry Wilson. Enkianthus pauciflorus ingår i släktet klockbuskar, och familjen ljungväxter. Inga underarter finns listade i Catalogue of Life.